# ホルヘ・モリーナ
ホルヘ・モリーナ・ビダル（Jorge Molina Vidal, 1982年4月22日 - ）は、スペイン・バレンシア州アルコイ出身の元サッカー選手。現役時代のポジションはフォワード。

## 経歴
23歳までテルセーラ・ディビシオン（4部）のCDアルコヤーノ、ベニドルムCF、CFガンディアでプレーしていた。2005年には再びベニドルムCF に加入し、今度はセグンダ・ディビシオンB（3部）でプレーした。2007年にポリ・エヒドに移籍し、初めてセグンダ・ディビシオン（2部）のクラブとプロ契約を交わした。2007-08シーズンは30試合に出場してチームトップタイの5得点を挙げたが、セグンダ・ディビシオン残留に十分ではなく、最下位でセグンダ・ディビシオンB降格となった。2008-09シーズンは19得点を挙げた。2009年夏、モリーナとチームメイトのフリはセグンダ・ディビシオンのエルチェCFと契約した。2009-10シーズンは圧巻の一言で、26得点を挙げて得点王に輝いた。2010年6月19日、最終節のレアル・ソシエダ戦 (4-1) ではすでに優勝を決めていた相手からチームの4得点すべてをたたき出した。
2010年6月29日、セグンダ・ディビシオンのレアル・ベティスと4年契約を結んだ。移籍金は160万ユーロであるが、2010-11シーズン終了後にベティスが昇格を決めた場合は50万ユーロが加算される。2011年1月19日、コパ・デル・レイ準々決勝のFCバルセロナ戦では、28戦無敗を続けていたチームから2得点を挙げ、3-1の勝利に導いた。2010-11シーズンは膝の怪我により3ヶ月近くも戦線離脱していたにもかかわらず、再び二桁得点を挙げた。モリーナ、FWルベン・カストロ、MFアチーレ・エマナのトリオはリーグ戦で計50点以上を積み重ね、ベティスは3シーズンぶりのプリメーラ・ディビシオン昇格を決めた。2012-13シーズン、リーグ戦で13ゴールを挙げた。2013-14シーズンは32試合で9ゴールと一定数の活躍をするもチームは2部に降格となった。2014-15シーズン、19ゴールを挙げて再び1部復帰に貢献した。
2016年6月24日、ヘタフェCFへ移籍。同シーズン、20ゴールを挙げて、1部昇格に貢献した。2018-19シーズン、リーグ戦でで4ゴールを挙げた。
2020年8月24日、グラナダCFと契約した。2021年12月、18節のマジョルカ戦でハットトリックを決めた。このハットトリックはヨーロッパ5大リーグと呼ばれるリーグの中では最年長のハットトリック記録となった。2022年5月のマジョルカ戦でも2ゴールを挙げ、二桁ゴールを達成、なお40代の選手がスペイン1部リーグで複数ゴールを決めた初の選手となった。
2023年7月17日、現役引退を発表した。なお、引退後はグラナダCFにてコーチングスタッフとしてクラブに留まる。

## タイトル

### クラブ
ベティス
- セグンダ・ディビシオン : 2回 (2010-11, 2014-15)

グラナダ
- セグンダ・ディビシオン : 1回 (2022-23)

### 個人
- セグンダ・ディビシオン得点王 : 1回 (2009-10)